# Kärlekens raseri (film)
Kärlekens raseri, originaltitel Enduring Love (ordagrant, "Bestående kärlek"), är en brittisk film från 2004 med Samantha Morton, Daniel Craig och Rhys Ifans i de tre huvudrollerna. Filmen är baserad på en roman av Ian McEwan med titeln Enduring Love från 1997.

## Handling
Filmen handlar om ett ungt par som på en romantisk picknick blir vittnen och delaktiga i en olycka där en luftballong är inblandad. Bland annat uppstår psykiska problem, problem i relationerna mellan paret och komplikationer med ytterligare en person som var närvarande vid olyckan. Filmen har ett relativt långsamt tempo i väletablerad medelklassmiljö. 

## Rollista
| Daniel Craig        | – Joe          |
| Rhys Ifans          | – Jed          |
| Samantha Morton     | – Claire       |
| Bill Nighy          | – Robin        |
| Susan Lynch         | – Rachel       |
| Justin Salinger     | – Frank        |
| Ben Whishaw         | – Spud         |
| Andrew Lincoln      | – TV-producent |
| Helen McCrory       | – Mrs. Logan   |
| Anna Maxwell Martin | – Penny        |
| Corin Redgrave      | – Professorn   |